# Triumph Astana
Der Triumph von Astana (russisch Триумф Астаны, manchmal auch Triumph of Astana genannt) ist ein Wolkenkratzer in der kasachischen Hauptstadt Astana. Das im Jahr 2006 fertiggestellte Gebäude ist mit seinen 142 Metern nach dem Railways Building, dem Transport Tower und dem Northern Lights 2 das vierthöchste Hochhaus in Astana.
Das Gebäude hat 39 Etagen, in denen sowohl Büros als auch ein Hotel, diverse Apartments und Geschäfte untergebracht sind. Die Bruttogeschossfläche des Gebäudes beträgt annähernd 113.000 m².
Architektonisch nachempfunden ist das Triumph Astana dem Triumph-Palace in Moskau, der sich an den monumentalen sozialistischen Klassizismus (auch „Zuckerbäckerstil“ genannt) von Stalins Sieben Schwestern aus den 1950er Jahren anlehnt.